# 406 Erna
406 Erna (mednarodno ime je 406 Erna) je asteroid tipa P (po Tholenu) v asteroidnem pasu. 

## Odkritje
Asteroid je odkril francoski astronom A. Charlois ( 1864 – 1910) 22. avgusta 1895 v Nici. Verjetno se imenuje po hčerki avstrijskega astronoma  Friedricha Bidschofa.

## Lastnosti
Asteroid Erna obkroži Sonce v 4,98 letih. Njegova tirnica ima izsrednost 0,184, nagnjena pa je za 4,195° proti ekliptiki. Njegov premer je 49,19 km .